# Saxifraga nelsoniana
Saxifraga nelsoniana là một loài thực vật có hoa trong họ Saxifragaceae. Loài này được D.Don miêu tả khoa học đầu tiên năm 1822.